# Karim Amour
Karim Amour, né le 18 janvier 1975, est un coureur cycliste français, spécialiste du VTT. Il pratique la descente, le dual slalom, le four-cross et l'enduro. Il a notamment remporté une manche de Coupe du monde de VTT en dual-slalom et une autre en four-cross.

## Palmarès en VTT

### Championnats du monde
- Métabief 1993
  -  Médaillé de bronze de la descente juniors
- Vail 2001
  - 4e du dual slalom
- Kaprun 2002
  - 4e du dual slalom
- Les Gets 2004
  - 13e de la descente
- Livigno 2005
  - 6e de la descente

### Coupe du monde
Coupe du monde de dual slalom
- 1999 : 5e du classement général, vainqueur de la manche de Maribor, deux podiums
- 2000 : 9e du classement général

Coupe du monde de four-cross
- 2004 : 9e du classement général, vainqueur de la manche de Schladming

### Championnats d'Europe
- Métabief 1994
  - 6e de la descente
- Špindlerův Mlýn 1995
  - 6e de la descente
- Bassano del Grappa 1996
  - 10e de la descente
- Vars 2000
  -  Médaillé de bronze du dual slalom
- Livigno 2001
  -  Médaillé d'argent du dual slalom
- Wałbrzych 2004
  - 8e du four-cross
- Commezzadura 2005
  - 4e de la descente

### Championnats de France
- 2001
  - 3e de la descente
- 2003
  -  Champion de France de four-cross[2]
- 2007
  - 3e du four-cross